# Silis tricolorata
Silis tricolorata es una especie de coleóptero de la familia Cantharidae.

## Distribución geográfica
Habita en Haití.